# Ricardo Leoncio Elías Arias
Ricardo Leoncio Elías Arias (né le 12 septembre 1874 à Pisco au Pérou et mort le 20 mars 1951 à Lima) est un militaire et homme d'État péruvien qui est brièvement président du Pérou du 1er au 5 mars 1931.